# Stuttgart Super 9 1996
Lo Stuttgart Super 9 1996, noto come Eurocard Open per ragioni di sponsorizzazione, è stato un torneo di tennis giocato sul cemento indoor. È stata la 10ª edizione del torneo, che fa parte della categoria ATP Super 9 nell'ambito dell'ATP Tour 1996. Il torneo si è giocato alla Schleyerhalle di Stoccarda, in Germania, dal 21 al 28 ottobre 1996.
Anche le prime 8 edizioni si erano disputate a Stoccarda, le prime due erano state tornei esibizione svoltisi nel 1988 e 1989 sotto il nome Stuttgart Classic. Nel 1990 il torneo entra a far parte dell'ATP Tour nella categoria ATP Championship Series, prende il nome Stuttgart Championship Series e si svolge nel mese di febbraio.
Nel 1995, oltre alla consueta edizione di febbraio a Stoccarda, a ottobre si tiene la 9ª edizione nella città di Essen con il nuovo Essen Open che entra a far parte della categoria Championships Series, Single Week prendendo il posto dello Stockholm Open, retrocesso nelle ATP World Series. Resterà l'unica edizione giocata a Essen, nel 1996 si torna a Stoccarda, si riprende a giocare una sola edizione annuale, inserita tra gli ATP Super 9, si svolge a ottobre e prende il nome Stuttgart Super 9, mantenendo il nome ufficiale sponsorizzato  Eurocard Open.

## Campioni

### Singolare
Boris Becker ha battuto in finale  Pete Sampras con il punteggio di 3–6, 6–3, 3–6, 6–3, 6–4

### Doppio
Sébastien Lareau /  Alex O'Brien hanno battuto in finale  Jacco Eltingh /  Paul Haarhuis con il punteggio di 3–6, 6–4, 6–3